# زي لويس (لاعب كرة قدم)
زي لويس هو لاعب كرة قدم برازيلي في مركز الهجوم، ولد في 21 مارس 1971 في ساو باولو في البرازيل. لعب مع نادي سميديريفو ‏.